# Terminator: Future Shock
Terminator: Future Shock – gra komputerowa z gatunku first-person shooter, której akcja toczy się w świecie przedstawionym w filmach z serii Terminator. Została wydana przez Bethesda Softworks w 1995. Była to jedna z pierwszych gier komputerowych, która potrafiła wyświetlić w pełni trójwymiarowy obraz oraz miała możliwość swobodnego ruchu kamerą za pomocą myszki.

## Fabuła
W Terminator: Future Shock fabuła przenosi gracza do 2015 roku. Główny bohater unika śmierci ze strony maszyn dzięki pomocy ruchu oporu. Następnie przemierza postapokaliptyczny świat, gdzie wszystko wokół jest zniszczone i opuszczone. Po udanej ucieczce w pierwszej misji gracz jest przedstawiany przywódcy ruchu oporu Johnowi Connorowi i młodemu Kyle'owi Reese'owi. Po wykonaniu paru zadań dla ruchu oporu, okazuje się, że jego główna baza została zinfiltrowana i jest atakowana przez Terminatorów T800. Wkrótce okazuje się, że przeciwnik udoskonalił technologię przemieszczania się w czasie i manipuluje czasem w przyszłości, umieszczając swoje oddziały w strategicznych lokacjach, próbując uniemożliwić udane manewry ruchu oporu. Jednocześnie ruch oporu odkrywa, że Skynet używa przemieszczania się w czasie do transmitowania informacji do samego siebie z 1995 roku, chcąc skrócić czas, w jakim osiągnie samoświadomość.
W przeciwieństwie do wydarzeń przedstawionych w filmie Terminator 2: Dzień sądu, gra opisuje 1995 rok jako początek nuklearnej wojny, a nie 1997.

## Rozgrywka
W trybie dla pojedynczego gracza na każdym poziomie należy wykonać kilka zadań, żeby przejść do kolejnego etapu. Podczas podróżowania można walczyć z różnego rodzaju robotami. Kolejną przeszkodą z którą mierzy się gracz jest promieniowanie, które w niektórych miejscach uniemożliwia przetrwanie. Są dostępne 3 sposoby podróżowania: pieszo, w jeepie z zamontowanym działem, albo w HK fighter (robot powietrzny).